# Echinocrepis
Genre
Echinocrepis est un genre d'oursins irréguliers de la famille des Pourtalesiidae. 

## Description et caractéristiques
Ce sont des oursins très irréguliers, dont la forme a évolué de la sphère vers une forme triangulaire allongée. 

## Habitat et mode de vie
Ce sont des oursins abyssaux. 
Ils semblent se nourrir à la manière des holothuries, en ingérant la pellicule superficielle du sédiment qui contient une fraction de matière nutritive. 

## Liste des espèces
Selon World Register of Marine Species (9 décembre 2015) :
- Echinocrepis cuneata A. Agassiz, 1879 -- Espèce-type
- Echinocrepis rostrata Mironov, 1973